# فريدريك ويلينغتون إليوت
فريدريك ويلينغتون إليوت هو سياسي كندي، ولد في 15 أغسطس 1873 في كندا، وتوفي في 26 نوفمبر 1933 في تورونتو في كندا. حزبياً، نشط في الحزب الليبرالي في أونتاريو ‏. وقد انتخب عضو برلمان مقاطعة أونتاريو.